# Frédéric Bruly Bouabré
Pour les articles homonymes, voir Bouabré.
Frédéric Bruly Bouabré  est un dessinateur et poète ivoirien né le 11 mars 1923 à Zéprégühé dans la région de Daloa et mort le 28 janvier 2014 à Abidjan. 
Il est aussi l'inventeur de l’écriture bété, une écriture spécifiquement africaine pour sauver de l'oubli la culture du peuple bété.

## Biographie
Il est né dans la région de Daloa, en 1923 selon certaines sources, en 1921 selon d'autres sources. 
Pendant la Seconde Guerre mondiale, Frédéric Bruly Bouabré est engagé dans la Marine. Après la guerre, il pratique plusieurs métiers avant de devenir fonctionnaire.
À la suite d'une « révélation divine » qu'il reçoit en songe le 11 mars 1948, il se consacre à donner à l'Afrique une écriture entièrement africaine. Cette vision va directement influencer sa vie et son œuvre. C'est aussi à partir de ce moment-là qu'il se fait appeler « Cheik Nadro » (« le Révélateur » ou « celui qui n'oublie pas »).
Frédéric Bruly Bouabré crée un syllabaire composé de 448 signes désignant chacun une syllabe. Ce syllabaire porte le nom d'alphabet bété, du nom de l'ethnie bété, dont il est originaire. Il reproduit l'ensemble des syllabes sur des petites cartes en carton. Pour la création de son syllabaire, il s'inspire de figures géométriques découvertes sur des pierres d'un village du pays bété. Utilisant cette écriture, il retranscrit des contes, des textes de la tradition bété et des poèmes. Ses recherches sont publiées en 1958 par Théodore Monod, explorateur et scientifique français.
Son œuvre est exposée pour la première fois en Europe en 1989 lors de l'exposition Magiciens de la terre,. Ses créations sont présentées par exemple à  Out of Africa à Londres en 1992, à Berlin et à Francfort en 1993, aux Rencontres africaines à l'Institut du monde arabe en 1994, à la Tate Modern à Londres en 2010. Elles sont également présentes dans des expositions collectives notoires, sur les différents continents, comme les Biennales de Venise en 1995 et 2013, les Biennales de Sydney en 1996 et 1998, les Biennales de Sao Paulo en 1996 et 2012, la Biennale de Dakar en 1998, la Biennale d'Istanbul en 2001, Documenta XI en 2002, ou encore Africa Remix à Paris en 2005. En 2006, le musée d'Art moderne et contemporain de Genève lui consacre une exposition intitulée Connaissances du Monde.
Son œuvre a principalement été présentée dans les musées d'art contemporain, du fait de la lumière mise sur Frédéric Bruly Bouabré lors de l'exposition Magiciens de la terre au  Centre Pompidou à Paris, mais elle a également intéressé les musées d'art brut, le musée de l'Art brut de Lausanne lui a consacré une exposition en 2010 et ses œuvres font partie de sa collection. La 55e Biennale d'art contemporain de Venise l'a également honoré en 2013 où il figure parmi les artistes du pavillon de la Côte d’Ivoire. Parmi ses expositions personnelles et collectives, on peut relever celle du Centre Pompidou à Paris en 2014 et de la Tate Modern à Londres en 2010. Son travail a été présenté à palais Grassi à Venise à l’occasion de l’exposition « Le Monde vous appartient » de la Collection Pinault en 2011-2012.
En 2014, Adelina von Fürstenberg, directrice d'Art for the World le met à l'honneur dans l'exposition « Ici l'Afrique », au château de Penthes à Genève. Il meurt fin janvier 2014 juste avant l'inauguration de l'exposition dont il avait réalisé l'affiche. Le catalogue lui est dédié, son fils Olivier le représente à l'inauguration de l'exposition. Aux pages 92 et 93 de l'ouvrage publié à l'occasion d'Ici l'Afrique, figure des extraits du dernier entretien accordé par Frédéric Bruly Bouabré à Patrick Fuchs par l'intermédiaire d'Aurélie Fuchs et des fils de l'artiste ainsi qu'un texte de Patrick Fuchs intitulé: Frédéric Bruly Bouabré, une histoire de parenté universelle, thème cher à l’œuvre de l'artiste qui voyait dans l'art un moyen universel de relier tous les peuples du monde. Dans sa démarche universaliste, il s’adonne également à une quête poétique de signes qui expliquent le monde à partir de relevés sur l’écorce d’une banane, la forme d’un nuage ou des scarifications. Ses travaux aux crayons de couleur jouent à la fois sur l’écriture et le dessin, et contiennent une dimension spirituelle.

## Publications
- Une méthodologie de la nouvelle écriture africaine, « Bété » : l'alphabet de l'Ouest africain, 1984, 138 p.[6]